# Fehrbach
Fehrbach is een plaats in de Duitse gemeente Pirmasens, deelstaat Rijnland-Palts, en telde in december 2022 1.469 inwoners.
Fehrbach ligt ten noordwesten van de stad Pirmasens aan de Bundesstraße 10. Aan de zuidkant van Fehrbach ligt een uitgestrekt bedrijventerrein. Hier is hoofdzakelijk midden- en kleinbedrijf van plaatselijk en regionaal belang gevestigd.
Fehrbach is verder vooral een na de Tweede Wereldoorlog gegroeid woondorp, met weinig bezienswaardigheden.